# Frits Dragstra
Frits Dragstra (Treebeek, 6 oktober 1927 – Brunssum, 5 juni 2015) was een Nederlands CPN-politicus. 
Dragstra kwam uit de Limburgse Oostelijke Mijnstreek. Zijn vader was mijnwerker. Dragstra deed de handelsopleiding en werkte in de coöperatieve beweging.
Vanaf 1962 was Dragstra lid van het partijbestuur van de CPN. Hij werd in 1966 verkozen in de Provinciale Staten van Limburg. Vanaf 1970 combineerde hij dit met lidmaatschap van de gemeenteraad van Heerlen. Hij was fractievoorzitter in de gemeenteraad en de provinciale staten. In 1972 werd hij lid van de Tweede Kamer. Hij voerde het woord op het gebied van verkeer en waterstaat en binnenlandse zaken. In 1977 was hij wel weer verkiesbaar, maar omdat de CPN een grote verkiezingsnederlaag (van 7 naar 2 zetels) leed, keerde hij niet terug in de Kamer. In 1978 verliet hij ook de Provinciale Staten en hij bleef tot 1986 lid van de gemeenteraad, later als fractievoorzitter van een gezamenlijke fractie van de CPN met de Pacifistisch Socialistische Partij, de Politieke Partij Radikalen en de Evangelische Volkspartij.   Dragstra is bekend van zijn verzet tegen de sluiting van de Limburgse mijnen. Volgens hem was in de kolenindustrie nog tientallen jaren werk en liet de regering zich leiden door de belangen van West-Duitse en Amerikaanse kolenproducenten.
In 1990 kreeg hij de zilveren erepenning van de gemeente Heerlen.
Dragstra overleed op 87-jarige leeftijd.